# Cara Gee

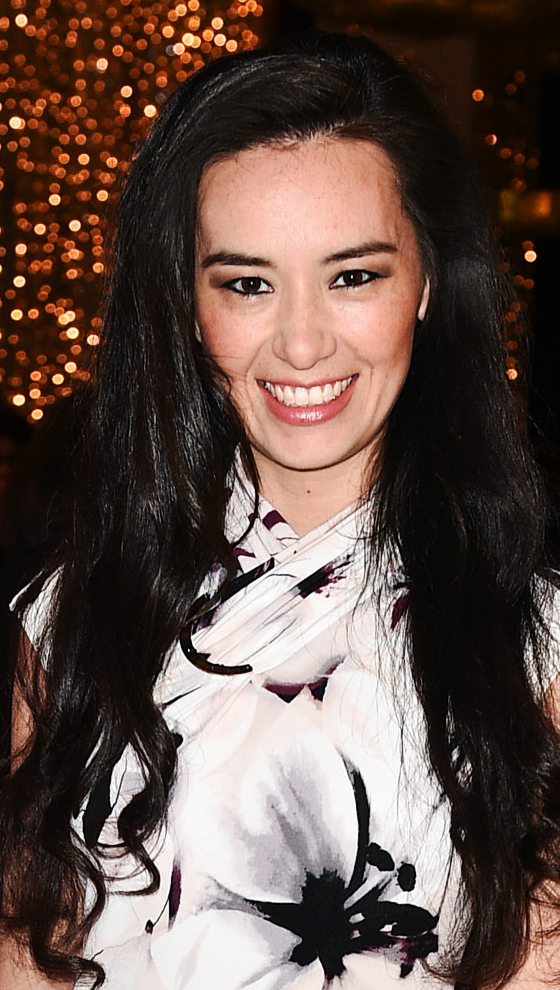
Cara Gee auf der CFC Annual Gala & Auction 2018

Cara Gee (geboren am 18. Juli 1983 in Calgary) ist eine kanadische Schauspielerin.

## Leben und Wirken
Als Gee fünf Jahre alt war, zog ihre Familie nach Bobcaygeon in die Provinz Ontario um. Hier besuchte sie vier verschiedene High Schools. In der letzten nahm sie einen Theaterkurs teil. Zeitgleich begann sie Punk-Konzerte zu organisieren und plante bereits eine Karriere in der Musikindustrie. Daher hatte sie sich für ein postsekundares Kunstmanagementprogramm beworben. Sie verwarf schließlich ihre Pläne und studierte bis zum Abschluss 2007 Schauspiel an der University of Windsor.
Gee startete ihre Karriere als Theaterschauspielerin in Toronto, hier debütierte sie in verschiedenen Rollen und konnte ab 2012 in Stücken wie Margaret Atwoods Die Penelopiade, Daniel MacIvors Arigato, Tokyo oder Tomson Highways The Rez Sisters größere mediale Aufmerksamkeit erlangen. Insgesamt spielte sie in mehr als 20 Theaterrollen in Haupt- und Nebenbesetzungen mit.
Ihre Familie stammt von den Ojibwe-Indianern ab. Sie wurde für ihre erste Hauptrolle in dem Filmdrama in dem 2013 erschienenen Empire of Dirt gecastet. Hier spielt sie die alleinerziehende Mutter Lena aus den First Nations, die sich in einem Generationenkonflikt mit ihrer Tochter befindet. Für ihre darstellerische Leistung gewann sie beim Toronto International Film Festival 2013 den Preis für die beste Darstellerin und wurde 2014 für den Canadian Screen Award als beste Hauptdarstellerin nominiert. Ihre erste große Hauptrolle bekam sie in der Westernserie Strange Empire, die in den 1860er-Jahren in Kanada spielt und eine Gruppe Frauen porträtiert, deren Männer getötet wurden. Die Serie wurde nach der ersten Staffel wieder eingestellt. Internationale Aufmerksamkeit erlangte sie ab 2017 in der wiederkehrenden Rolle als stellvertretende Kommandantin Camina Drummer der Raumstation Tycho in der Science-Fiction-Serie The Expanse.

## Filmografie (Auswahl)
- 2012: King (Fernsehserie, Episode 2x10)
- 2013: Republic of Doyle – Einsatz für zwei (Republic of Doyle, Fernsehserie, Episode 5x10)
- 2013: Empire of Dirt
- 2014: Darknet – Nur ein Klick zum Horror (Miniserie)
- 2014–2015: Strange Empire (Fernsehserie, 13 Episoden)
- 2016: Inhuman Condition (Fernsehserie, 11 Episoden)
- 2017: Sundowners
- 2017: The Carmilla Movie
- 2017: We Forgot to Break Up (Kurzfilm)
- 2017–2022: The Expanse (Fernsehserie, 34 Episoden)
- 2018: Birdland
- 2018: Trouble in the Garden
- 2018: Red Rover
- 2019: Home in Time (Kurzfilm)
- 2019: Bitter Smoke (Kurzfilm)
- 2019: EXT (Kurzfilm)
- 2019: It’s Nothing (Kurzfilm)
- 2020: Ruf der Wildnis (The Call of the Wild)
- 2020: Alone Wolf (Lone Wolf Survival Kit)
- 2021: The Expanse – One Ship (Fernsehserie, Episode 1x01)
- 2022: Bones of Crows
- 2023: Extrapolations (Fernsehserie, Episode 1x01)
- 2023: Bones of Crows (Miniserie, 2 Episoden)
- 2024: Sweet Tooth (Fernsehserie)